# Parapercis nebulosa
Parapercis nebulosa är en fiskart som först beskrevs av Jean René Constant Quoy och Joseph Paul Gaimard 1825.  Parapercis nebulosa ingår i släktet Parapercis och familjen Pinguipedidae. Inga underarter finns listade i Catalogue of Life.